# Sensório-motor
Período sensório-motor é o período da vida do ser humano compreendido entre o nascimento e os dois anos de idade.
As principais aquisições do período sensório-motor, destaca-se a construção da noção do "eu", através da qual a criança diferencia o mundo externo do seu próprio corpo. O bebê o explora, percebe suas diversas partes experimenta emoções diferentes,formando a base do seu autoconceito. Ao longo desta etapa, a criança irá elaborar a sua organização psicológica básica, seja no aspecto motor, no perceptivo, no afetivo, no social e no intelectual. Para Piaget nesse período há existência de inteligência antes da linguagem. Essencialmente prática, isto é, tendente a resultados favoráveis e não ao enunciado de verdades, essa inteligência nem por isso deixa de resolver, finalmente, um conjunto de problemas de ação (alcançar objetos afastados, escondidos, etc.), construindo um sistema complexo de esquemas de assimilação, e de organizar o real de acordo com o conjunto de estruturas espácio-temporais e causais.
A ausência da função semiótica é a principal característica deste período. A inteligência trabalha através das percepções (simbólico) e das ações (motor) através dos deslocamentos do próprio corpo. É uma inteligência iminentemente prática. Sua linguagem vai da ecolalia (repetição de sílabas) à palavra-frase ("água" para dizer que quer beber água) já que não representa mentalmente o objeto e as ações. Sua conduta social, neste período, é de isolamento e indiferenciação (o mundo é ele).
Segundo LA TAILLE, Piaget usa a expressão "a passagem do caos ao cosmo" para traduzir o que estuda sobre a construção do real descreve e explica. De acordo com a tese[piagetiana]"a criança nasce em um universo para ela caótico,habitado por objetos evanescentes (que desapareceriam fora do campo da percepção),com tempo e espaço subjetivamente sentidos, e causalidades reduzidas ao poder das ações, em uma forma de onipotência".
No recém nascido portanto, as funções mentais limitam-se ao exercício dos aparelhos reflexos inatos. Assim sendo, o universo que circunda a criança e conquista mediante a percepção e os movimentos (como a sucção,o movimento dos olhos, por exemplo).
Progressivamente a criança vai aperfeiçoando tais movimentos reflexos e adquirindo habilidades e chega ao final do período sensório-motor já se concebendo dentro de um cosmo.
No estágio sensório-motor,a criança busca adquirir controle motor e aprender sobre os objetos físicos que o rodeiam.Nesse estágio o bebê adquire o conhecimento por meio de suas próprias ações que são controladas por informações sensoriais imediatas.
O estágio divide-se em até seis sub estágios nos quais o bebê apresenta desde reflexos impensados até uma capacidade de representar o uso de símbolos.
As principais características observáveis durante essa fase que é até os dois anos de idade da criança são:
- A exploração manual e visual do ambiente;
- A experiência obtida com ações(a imitação);
- A inteligência prática(através de ações);
- Ações como agarrar,sugar,atirar,bater e chutar;
- As ações ocorrem antes do pensamento;
- A centralização no próprio corpo;
- Noção de permanência do objeto.[6]